# Одеска съветска република
Одеската съветска република (на руски: Одесская Советская Республика) е държавно образувание, просъществувало от 31 януари (18 януари по стар стил) до 13 март 1918 година на части от териториите на губерниите Херсонска и Бесарабска от бившата Руска империя, с център град Одеса.

## История
На 3 януари 1918 (21 декември 1917 по стар стил) Одеса е обявена за свободен град. На 31 януари (18 януари по стар стил) 1918 г. избухва въстание на болшевиките, анархистите и левите есери, в резултат на което е провъзгласена Одеска съветска република. Висш орган на властта е Съветът на народните комисари с ръководител Владимир Юдовски. Ръководителите на ОСР заявяват, че ще се подчиняват на Петроград, а не на Съветска Украйна.
ОСР не получава признание като самостоятелна държавна единица, заради нестабилната вътрешна ситуация. Още през февруари 1918 властта на местното правителство е частично ограничена от командващия съветските войски М. Муравьов.
През февруари 1918 ОСР води бойни действия срещу румънските войски в Бесарабия, а от март – против австро-германските войски. На 13 март ОСР прекратява своето съществуване след окупацията на Одеса от австро-германските войски.

## Ръководители
- Пьотър Иванович Старостин (30 януари -17.02.1918 – изпълнителен комисар, 18.02.—13.03.1918 – председател на областния изпълнителен комитет СРКД)
- Владимир Григориевич Юдовский (18.01. – 13.03.1918 – председател СНК)